# Diontolobus lateritius
Diontolobus lateritius is een keversoort uit de familie schorsknaagkevers (Trogossitidae). De wetenschappelijke naam van de soort werd in 1884 gepubliceerd door Léon Marc Herminie Fairmaire.